# ماخلا سانوتا
ماخلا سانوتا (اسپانیایی: Magela Zanotta‎؛ زادهٔ ۱۲ ژوئن ۱۹۷۲) بازیگر اروگوئه‌ای‌الاصل اهل آرژانتین است.
از فیلم‌ها یا مجموعه‌های تلویزیونی که وی در آن‌ها نقش داشته‌است، می‌توان به زنان قاتل، طاعون و همان عشق، همان باران اشاره نمود.